# Багадаїс рудолобий
Багадаїс рудолобий (Prionops scopifrons) — вид горобцеподібних птахів родини вангових (Vangidae).

## Поширення
Вид поширений в Східній Африці (на півдні Сомалі, сході Кенії, Танзанії, Мозамбіку і Зімбабве). Його природними середовищами існування є субтропічні або тропічні сухі ліси, субтропічні або тропічні сухі чагарники та субтропічні або тропічні вологі чагарники.

## Опис
Птах завдовжки 16–18 см, вагою 20-40 г, з міцною статурою, великою квадратною та витягнутою головою, міцним і загостреним конічним дзьобом, округлими крилами, середнім хвостом з квадратним кінцем, сильними і товстими ногами, хоча не дуже довгими. Спина та груди шиферно-сірого кольору, живіт і боки попелясто-сірі, голова та хрила чорні. Хвіст чорний з білим підхвістям. Чоло каштанове з світло-сірим обідком. Дзьоб і ноги мають рожево-тілесний колір. Досить великі очі жовто-помаранчеві, з великим неопереним синюватим навколоочним кільцем.

## Спосіб життя
Птах живе сімейними групами до десяти особин. Полює на комах, інших безхребетних та їхніх личинок. Моногамні птахи. Розмножуються з грудня по липень на півночі ареалу та з жовтня по грудень на півдні. Гніздо у формі глибокої чаші будує серед гілок кущів або дерев. Самиця відкладає 2-5 яєць. Інкубація триває 20 днів. Про пташенят піклуються усі члени зграї.

## Підвиди
Включає три підвиди:
- Prionops scopifrons scopifrons (Peters, 1854) — широко поширений у південній частині ареалу, зайнятого видом, від південно-східної Танзанії до південного Мозамбіку;
- Prionops scopifrons kirki (Sclater, 1924) — від Сомалі до північного сходу Танзанії;
- Prionops scopifrons keniensis (van Someren, 1923) — ендемік центральної Кенії.